# 시어도어 렛키

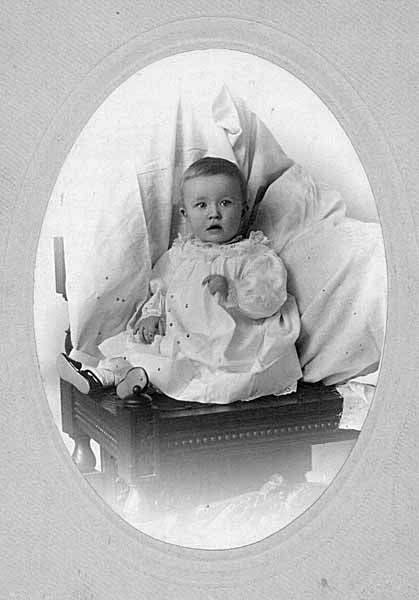

시어도어 렛키(Theodore Roethke,1908년 5월 25일 – 1963년 8월 1일)는 미국의 시인이다.
미시간주 출생. 미시간 대학 졸업 후 하버드 대학의 대학원에서 학문을 닦았다. 각지의 대학에서 가르친 후 워싱턴 대학 영문학 교수가 되었다. 테니스의 명선수이기도 하다. <열린 집>(1941), <잃어버린 아들>(1949), 퓰리처상을 받은 <목표>(1953)에 이어 <바람을 위한 언어>(1958)로 볼링겐상을 포함한 7개의 시상(詩賞)을 받았다. 원초적인 분위기를 가진 시적 세계를 표현하고 유년시절을 보낸 농장이나 온실도 소재가 되고 있다.
그가 죽은 후 <먼 들판>(1964), <전시집(全詩集)>(1966)이 출간되어 이 시인의 재능을 다시 한 번 애석하게 했다.